# Thor (Marvel)
Thor is een fictieve superheld uit de comics van Marvel Comics. Hij is gebaseerd op dondergod Thor uit de Noordse mythologie. Hij werd bedacht door Stan Lee, Larry Lieber en Jack Kirby en verscheen voor het eerst in de strip Journey into Mystery #83 (augustus 1962).
Op een missie van zijn vader Odin deed Thor zich vaak voor als een superheld. Hij werkte verder onder de geheime identiteit van Dr. Donald Blake, een Amerikaanse arts met een gedeeltelijk verlamd been. Thor is ook lange tijd lid geweest van de superheldengroep The Avengers.
Thors aartsvijand is zijn geadopteerde broer Loki – een Marvel-personage eveneens gebaseerd op een Noorse god.
De acteur van Thor in het Marvel Cinematc Universe is Chris Hemsworth. In de serie Avengers Assemble en de andere series van het Marvel Animated Universe is Thor gesproken door Travis Willingham, in het Nederlands is Roberto de Groot de stemacteur van Thor. Voorheen was dit Marcel Jonker.

## Biografie

### Marvel Comics

#### Oorsprong
De Marvel-versie van Thor volgt de traditionele Noordse mythe tot op een zeker punt. Deze geschiedenis van Thor wordt getoond in een flashback. Thor is de zoon van de Asgardiaanse oppergod Odin en de godin Gaea. Toen hij nog een tiener was, was Thor erg arrogant en zelfverzekerd. Odin besloot dat zijn zoon wat menselijkheid moest leren en plaatste hem zonder herinneringen aan zijn oude leven als een god in het lichaam van de gedeeltelijk verlamde medische student Donald Blake. Zo leefde Thor een tijdlang als mens onder de gedachte dat hij Donald Blake was. Uiteindelijk ontdekte Blake Thors Donderhamer en leerde hoe hij hiermee tijdelijk kon veranderen in de Noordse dondergod. Na deze ontdekking werd hij een superheld.
In een alternatieve verhaallijn van de originele Marvel strips vond de kreupele verpleger Donald Blake, toen hij op de vlucht was voor buitenaardse wezens die op aarde geland waren, in een grot de hamer Mjólnir. Door met de staf op de grond te slaan kon hij naar wens veranderen in Thor, en weer terug naar Donald Blake. In de gedaante van Thor wist Donald Blake de buitenaardse wezens te verslaan.
Jaren later, toen Odin tevreden was over Thors verbeteringen qua persoonlijkheid, verbrak hij de spreuk, waarna Thor niet langer aan Donald Blake was gebonden. Hierna nam Thor een nieuw alter ego aan: Jake Olsen; dit was geen andere persoonlijkheid, maar een schuilnaam à la Clark Kent. Nog later, toen Thor Loki schijnbaar had gedood, werd hij opnieuw door Odin voor straf met een mens verbonden, namelijk Eric Masterson. Toen de twee weer gescheiden werden, ging Masterson zijn eigen weg als de superheld Thunderstrike.

#### Persoonlijkheid
Thor is een prins en de sterkste van de Asgardianen, hij is nobel, arrogant en zelfverzekerd. Thor staat erom bekend vaak op te scheppen tijdens een gevecht en gebruikt dit als een manier om zowel zijn moraal hoog te houden als om vijanden ervan te overtuigen dat ze beter op kunnen geven. Buiten gevechten om is Thor een eervol en loyaal individu tegenover zijn kameraden, zowel onsterfelijke (zoals Balder) als sterfelijke zoals zijn mede-Vergelder Captain America, Wolverine en Iron Man.

#### Leven als superheld
Omdat Thor de zoon is van de godin Gaea heeft hij een natuurlijke verwantschap met de Aarde en voelt zich geroepen de stervelingen die de planeet bewonen te beschermen. In zijn tijd op Aarde heeft Thor al veel gevechten geleverd met superschurken, monsters, kosmische wezens en andere goden. Vooral zijn geadopteerde broer Loki is een steeds terugkerende vijand. In een poging Thor te verslaan gebruikte Loki de Hulk als onwetende helper. Dit resulteerde echter in het ontstaan van de superheldengroep De Vergelders waarvan Thor een van de oprichters is.
Nadat Odin stierf werd Thor de heerser van Asgard; in de periode die volgde mengde hij zich steeds meer in de zaken van stervelingen, en bracht Asgard zelfs naar de Aarde, waar het boven New York zweefde. Er was een zich rampzalig ontvouwende toekomst en een tijdreis voor nodig om Thor te doen beseffen dat hij de mensheid niet als god kon helpen.
In een recentelijk verhaal getiteld Ragnarok verried Loki de ander Asgardianen en bracht Surtur weer tot leven, die met behulp van de mal waarin de hamer Mjolnir ooit was gesmeed nieuwe gevechtshamers maakte voor Loki's handlangers, die Asgard aanvielen. In het conflict dat volgde moest Thor zijn god-zijn vervolmaken; hij offerde beide ogen op in ruil voor de kennis van de oerrunen (zoals zijn vader ooit één oog had afgestaan). Hij ontdekte dat Asgard en haar helden telkens opnieuw in Ragnarok worden vernietigd en vervolgens weer worden herschapen, in een eindeloze cyclus. Na opzettelijk de laatste strijd tussen de Asgardianen en hun vijanden de ijsreuzen en vuurdemonen te hebben veroorzaakt, waarin beiden werden vernietigd – maar tenminste wel op een eervolle manier – confronteerde Thor zijn tot nu toe grootste vijanden, de Nornen (de lotsgodinnen). Hij realiseerde zich dat hun weefgetouw een ononderbroken draad telkens opnieuw tot de geschiedenis weeft – en ze hadden hun draad gekregen van "Zij die boven in de schaduw zitten", blijkbaar kosmische wezens die zich voedden met de telkens herhaalde cyclus. Thor vernietigde het weefgetouw en brak de draad, en het heelal van Asgard stortte in, zodat alléén hijzelf nog bestond. Hierna ging hij in een soort winterslaap diep in de ruimte. Zijn mede-Vergelders wisten hier niets van en gingen ervan uit dat Thor was omgekomen bij een missie.

#### Thors terugkeer
In Fantastic Four #536 valt Thors hamer Mjolnir naar de Aarde en wordt in bewaring genomen door het Amerikaanse leger. Zes maanden later wordt de hamer meegenomen door een man met een rugzak waarop de initialen D.B staan, initialen die ook van toepassing waren op Thors voormalige alter ego Donald Blake.
In een cross-oververhaal getiteld Civil War, dat in 2006 begon, verscheen Thor, of in elk geval een versie van hem op de laatste pagina van Civil Wars #3. Later bleek dit niet de echte Thor te zijn maar een kloon. Deze kloon gebruikte een technologische kopie van Mjolnir om Thors krachten te imiteren. De kloon werd uiteindelijk vernietigd door Hercules die de kloon (die blijkbaar geen organisch brein had) met zijn eigen wapen versloeg.
De ware Thor is inmiddels ontwaakt. De hamer Mjolnir – blijkbaar uit zijn hand gevallen toen hij het weefgetouw van de Nornen vernietigde – werd meegenomen door de man "D.B", die inderdaad Donald Blake bleek te zijn. Toen Odin stierf, en later de Odin-kracht verloren ging, vergingen ook de spreuken die hij had gebruikt. Een van deze spreuken had Donald Blake, die een werkelijk persoon was geweest wiens identiteit Thor ofwel deelde, ofwel overnam, geheel uit het bestaan gewist... maar nu bestond hij weer. Na de hamer te hebben opgeëist, nam hij via Mjolnir contact op met Thor, die nog altijd in de vergetelheid dreef. Daar stelde hij hem voor de keus: terugkeren naar de Aarde en net als vroeger een gedeeld leven leiden, of "dood" blijven.
Thor koos ervoor weer te leven. Nadien maakte hij een nieuw Asgard, ergens in een verlaten gebied in Nebraska, en ging andere goden gaan zoeken onder de mensheid, want Donald Blake gelooft dat ze nog altijd leven – in de harten en zielen van mensen.
In 2014, tijdens de verhaallijn "Original Sin", verloor Thor zijn vermogen om Mjolnir te hanteren. Hij nam nadien de strijdbijl Jarnbjorn als zijn nieuwe wapen, terwijl Mjolnir in handen kwam van Jane Foster, die daardoor Thors krachten verkreeg. Inmiddels heeft zij ook de naam Thor overgenomen, terwijl de originele Thor nu naar zichzelf refereert als 'Odinson'.

### Marvel Cinematic Universe
In het Marvel Cinematic Universe (MCU) is Thor zijn verhaal anders:

#### Verbannen naar Midgaard
Zie meer: Thor (Film)
In Thor (2011) is Thor de zoon van Odin en Frigga. Op de dag dat Thor tot nieuwe koning zal worden gekroond, wordt Asgard aangevallen door de IJsreuzen. De aanval wordt afgeslagen, maar Thor neemt hier geen genoegen mee en gaat tegen zijn vaders wil naar Jothunheim, het rijk van de IJsreuzen, om daar met Laufey, de leider van de IJsreuzen, de strijd aan te gaan. Hij wordt bijgestaan door Loki, Sif, Volstagg, Fandral en Hogun. De groep wordt door de IJsreuzen verslagen en ternauwernood gered door Odin. Door Thors daad laait de oude oorlog tussen de Asgardianen en de IJsreuzen weer op. Voor straf ontneemt Odin Thor zijn krachten en verbant hem naar Midgaard. Thors krachten worden opgeslagen in zijn hamer, Mjölnir. Alleen iemand die waardig genoeg is kan deze hamer voortaan hanteren en zich Thors kracht toe-eigenen. Thor belandt in New Mexico en wordt gevonden door een wetenschapper genaamd Jane Foster, haar assistent Darcy Lewis, en haar mentor Dr. Erik Selvig. Thor ontdekt de locatie van zijn hamer en breekt in bij S.H.I.E.L.D. om hem terug te halen, maar ontdekt dat hij de hamer niet langer kan tillen. Hij accepteert dat hij vastzit op Aarde en krijgt een relatie met Jane. Sif en de anderen arriveren op Aarde en vinden Thor, maar zij worden vervolgens aangevallen en verslagen door de Destroyer. Thor gaat de confrontatie aan met de Destroyer en toont zichzelf zo waardig genoeg om Mjölnir te hanteren. De hamer keert naar hem terug en Thor verslaat de Destroyer. Daarna keert hij met de andere vier terug naar Asgard. Ondertussen verraadt en doodt Loki Laufey en onthult zijn ware plan: hij wil Laufey's "aanslag" op Odin gebruiken als excuus om Jotunheim te vernietigen en zichzelf zo te bewijzen aan Odin. Thor arriveert en gaat de confrontatie aan met zijn broer. Hij vernietigt Bifröst, de brug die Asgard met Jotunheim en de andere rijken verbindt om Loki tegen te houden. Odin wordt wakker waarop Loki gedwongen is te vluchten door in de leegte waar ooit de Bifröst was te springen. Doordat de Bifröst kapot is, moet Thor nu in Asgard blijven tot ofwel de Bifröst gemaakt is, of men op Aarde een manier vindt om de poort naar Asgard te openen. Ondertussen, op Aarde, proberen Jane en haar team de poort naar Asgard te heropenen.

#### De aanslag op New York
Zie meer: The Avengers (2012)
In 2012 stuurt Odin Thor terug naar de aarde met behulp van duistere magie nadat hij heeft vernomen dat Loki leeft en probeert de aarde te veroveren. Hij vindt Loki op een Quinjet, gevangen gehouden door Tony Stark, Steve Rogers en Natasha Romanoff. Thor neemt Loki mee, in de hoop hem ervan te overtuigen zijn plan op te geven. Stark en Rogers achtervolgen Thor echter en na een korte confrontatie stemt Thor ermee in om Loki naar het vliegende schip, van SHIELD, de Helicarrier, te brengen. Agenten, waaronder Clint Barton, die door Loki werd gecontroleerd, vallen de Helicarrier aan, schakelen een van de motoren tijdens de vlucht uit en zorgen ervoor dat Bruce Banner in de Hulk verandert. Thor probeert de razernij van de Hulk te stoppen en beiden worden uit de Helicarrier geworpen terwijl Loki ontsnapt. Thor wordt dan een van de oprichters van de Avengers wanneer hij terugkeert om Rogers, Stark, Banner, Romanoff en Barton te helpen wanneer Loki de Tesseract gebruikt om een wormgat boven New York te openen zodat een Chitauri-leger kan binnenvallen. Thor en de Avengers bevechten de Chitauri en redden de stad. Nadat Loki is verslagen bij Stark Tower, keert Thor terug naar Asgard met Loki en de Tesseract.

#### De oorlog met Malekith
Zie Meer: Thor: The Dark World
In 2013, nadat ze de Tesseract hebben gebruikt om de Bifrost te herbouwen en de Negen Rijken tot vrede te brengen, ontdekken Thor en zijn medestrijders dat de convergentie van de rijken op handen is, waarbij portalen die de werelden met elkaar verbinden willekeurig verschijnen. Heimdall waarschuwt Thor dat Jane Foster zijn bijna alziende visie heeft verlaten, waardoor Thor naar de aarde gaat. Jane laat per ongeluk een onaardse kracht vrij, en Thor keert met haar terug naar Asgard. Odin herkent deze kracht als een wapen dat bekend staat als de Aether en waarschuwt dat het Jane zal doden, en dat de terugkeer ervan een catastrofale profetie inluidt. De Dark Elves, geleid door Malekith, vallen Asgard aan, op zoek naar Jane. Thor's moeder Frigga wordt gedood terwijl ze Jane beschermt, en Malekith wordt gedwongen te vluchten. Tegen het bevel van Odin in om in Asgard te blijven, bevrijdt Thor met tegenzin Loki, die een geheime poort kent naar Svartalfheim, de thuisbasis van de Dark Elves, in ruil voor Thor's belofte om wraak te nemen op hun moeder. In Svartalfheim verleidt Loki Malekith om de Aether uit Jane te halen, maar Thor's poging om de blootgestelde substantie te vernietigen mislukt. Malekith fuseert met de Aether en vertrekt in zijn schip terwijl Loki dodelijk gewond raakt. Thor en Jane keren via een ander portaal terug naar Londen. Thor verslaat uiteindelijk Malekith in een gevecht in Greenwich, en keert terug naar Asgard om Odins aanbod om de troon te besturen af te wijzen, en vertelt Odin over Loki's offer. Thor keert dan terug naar de aarde en herenigt zich met Jane.

#### Het Tijdperk van Ultron
Zie Meer: Avengers: Age of Ultron
In 2015 vallen Thor en de Avengers een HYDRA-faciliteit in Sokovia binnen en vinden Loki's scepter. Terug bij Avengers Tower ontdekken Stark en Banner een kunstmatige intelligentie in de edelsteen van de scepter en besluiten ze in het geheim deze te gebruiken om Stark's "Ultron" wereldwijde verdedigingsprogramma te voltooien. Nadat de Avengers een feestelijk feest hebben georganiseerd en Thor onthult dat hij en Jane hun relatie hebben beëindigd, valt de onverwacht bewuste Ultron Thor, James Rhodes en de andere Avengers aan voordat hij met de scepter ontsnapt. Het team spoort Ultron op in Johannesburg, maar Wanda Maximoff onderwerpt hen met hallucinerende visioenen. Hierna gaan Thor en het team naar het huis van Barton om te herstellen, maar Thor verlaat hen om Selvig te raadplegen over de betekenis van de apocalyptische toekomst die hij in zijn hallucinatie zag. Thor en Selvig gaan naar een mystieke bron, waar Thor een visioen krijgt van de Infinity Stones, de krachtigste objecten die er bestaan. Thor keert terug naar de Toren en ontdekt dat Stark in het geheim J.A.R.V.I.S. in een synthetisch vibraniumlichaam gevangen van Ultron en helpt het lichaam te activeren, genaamd de Vision, waarin wordt uitgelegd dat de edelsteen op zijn voorhoofd een van de zes Infinity Stones is. Thor en het team keren terug naar Sokovia waar ze het laatste gevecht tegen Ultron aangaan en hem weten te verslaan. Op de nieuwe Avengers Compound vertelt Thor Rogers en Stark dat hij vertrekt om terug de ruimte in te gaan om meer te leren over de krachten waarvan hij vermoedt dat ze de recente gebeurtenissen hebben gemanipuleerd en de aarde verlaat met behulp van de Bifrost.

#### Ragnarok
Zie Meer: Thor: Ragnarok
In 2017 wordt Thor door Surtur opgesloten in Muspelheim. Surtur beweert dat hij Asgard zal vernietigen in de geprofeteerde Ragnarök, wanneer zijn kroon in de Eeuwige Vlam in de kluis van Odin wordt geplaatst. Thor ontsnapt, vecht en verslaat Surtur en haalt de kroon terug, in de overtuiging dat hij Ragnarök heeft voorkomen. Terwijl hij de kroon teruggeeft aan Asgard, vindt hij Loki nog in leven en doet zich voor als Odin. Hij neemt Loki mee terug naar New York. Met de hulp van Stephen Strange vinden ze een stervende Odin in Noorwegen, die uitlegt dat door zijn overlijden zijn eerstgeboren kind, Hela, kan ontsnappen uit een gevangenis waarin ze duizenden jaren geleden werd verzegeld. Ze verschijnt, vernietigt Mjolnir en dwingt Thor en Loki van de Bifrost de ruimte in. Thor maakt een noodlanding op de planeet Sakaar en wordt gevangengenomen door Valkyrie, een voormalig lid van de oude Asgardiaanse orde van Valkyries, verslagen door Hela. Thor wordt gedwongen om deel te nemen aan het Grandmaster's Tournament of Champions en hij raakt bevriend met collega-gladiatoren, Korg en Miek. Na het gevecht met Hulk vindt Thor de Quinjet die Hulk naar Sakaar bracht. Een video-opname van Romanoff helpt Hulk om weer in Banner te veranderen en nadat hij Valkyrie en Loki heeft overtuigd om te helpen, ontsnappen ze via een wormgat naar Asgard – maar niet voordat Loki zijn broer verraadt en achterblijft op Sakaar. Midden in het gevecht met Hela's troepen keert Loki terug aan boord van het schip van de Grandmaster, de Statesman. Hij en Heimdall helpen Asgardians te ontsnappen naar het schip. Thor, tegenover Hela, verliest een oog en door een visioen van Odin beseft hij zijn ware potentieel en ontgrendelt hij zijn verborgen krachten, maar beseft al snel dat Ragnarok de enige manier is om Hela te stoppen. Hij laat Loki de kroon van Surtur in de Eeuwige Vlam plaatsen, en Surtur vernietigt Asgard en Hela. Thor, tot koning gekroond, besluit zijn volk naar de aarde te brengen, maar ze worden onderschept door Sanctuary II, het oorlogsschip van Thanos.

#### De Oorlog Tegen Thanos
Zie Meer: Avengers: Infinity War
Op een vernietigde Statesman wordt Thor bedreigd door Thanos met behulp van de Power Stone, totdat Loki hem de Space Stone in de Tesseract geeft. Voordat hij dat doet, roept hij de Hulk op, maar Thanos overmeestert Hulk en doodt Heimdall. Nadat Loki door Thanos is vermoord, grijpt Thor het lichaam van zijn broer vast terwijl Thanos de staatsman vernietigt en Thor achterlaat om in de open ruimte te sterven. Thor overleeft en wordt gered door de Guardians of the Galaxy – Peter Quill, Gamora, Drax the Destroyer, Mantis, Rocket en Groot – en zij vertellen Thor over Thanos’ zoektocht om de Infinity Stones te vinden en de helft van al het leven in het universum uit te wissen. . Thor heeft een nieuw wapen nodig en vertrekt met Rocket en Groot in een ruimtecapsule naar Nidavellir, en Rocket geeft Thor een cybernetisch vervangend oog. Ze ontdekken dat Nidavellir is geteisterd door Thanos en ontmoeten de dwergkoning Eitri. Thor repareert de beschadigde smederij en ze werken samen om Stormbreaker te creëren, een krachtige bijl die Thor ook de kracht van de Bifrost geeft. Thor transporteert zichzelf, Rocket en Groot naar Wakanda op aarde om Rogers, Romanoff, Banner, Rhodes, Sam Wilson, Bucky Barnes, T'Challa en het Wakandan-leger te helpen in de strijd tegen de Outriders. Thor kan tientallen Outriders verslaan en gebruikt Stormbreaker om Thanos ernstig te verwonden. Thanos slaagt er echter in om de voltooide Infinity Gauntlet te activeren door met zijn vingers te knippen, waardoor de Blip wordt geïnitieerd. Thanos teleporteert weg en Thor moet met afgrijzen toekijken wanneer Barnes, Maximoff, Wilson, T'Challa en Groot uiteenvallen.

#### Terug Naar Asgaard en terug naar Thanos
Zie Meer: Avengers: Endgame
Thor keert samen met de overlevende Avengers en Rocket terug naar de Avengers Compound om de schade te beoordelen. Drie weken later gaat Thor met Rogers, Romanoff, Banner, Rhodes, Rocket, Carol Danvers en Nebula de ruimte in naar Titan II om Thanos te confronteren. Nadat hij ontdekt heeft dat Thanos de Stenen heeft vernietigd om verder gebruik te voorkomen, onthoofdt een woedende Thor hem met Stormbreaker. Ergens tussen 2018 en 2023 vestigen Thor en de overgebleven Asgardianen zich in Tønsberg, Noorwegen, waar ze een kolonie creëren genaamd New Asgard. Thor wordt een alcoholist met overgewicht als gevolg van zijn trauma.
In 2023 arriveren Rocket en Banner in New Asgard en dringen er bij Thor op aan terug te keren naar de Avengers en hun plan te horen om de acties van Thanos ongedaan te maken. Thor keert terug naar de Compound, herenigt zich met de Avengers, en leert van het plan om via de Quantum Realm in de tijd te reizen om de Infinity Stones van verschillende punten in het verleden te verzamelen. Hij en Rocket reizen naar Asgard in een alternatief 2013, waar hij een alternatieve Frigga ontmoet, die Thor's gevoel van doel opnieuw aanwakkert, en hij krijgt een alternatieve versie van Mjolnir terug. Bij terugkeer koesteren de oorspronkelijke Avengers een stille rouw om Romanoff, die zichzelf heeft opgeofferd om de Soul Stone te bemachtigen. Nadat Banner de levens heeft hersteld die Thanos heeft gewist, reist een alternatieve versie van Thanos uit 2014 door de Quantum Tunnel en valt de Avengers Compound aan. Thor, Stark en Rogers confronteren en vechten tegen Thanos. Nadat de herstelde Avengers, Guardians, Asgardians, Ravagers, Masters of the Mystic Arts en het Wakandan-leger arriveren, neemt Thor deel aan de eindstrijd tegen Thanos en zijn leger. Uiteindelijk offert Stark zichzelf op om Thanos en zijn troepen te doden. Daarna woont Thor de begrafenis van Stark bij. Terwijl Rogers de alternatieve Stones en Mjolnir terugbrengt naar hun respectievelijke tijdlijnen, keert Thor terug naar New Asgard, waar hij Valkyrie de nieuwe heerser maakt en met de Guardians of the Galaxy de ruimte in vertrekt.

#### Vechten met de Slager der goden
Zie Meer: Thor: Love and Thunder
Thor brengt een periode door bij de Guardians of the Galaxy en krijgt zijn gespierde lichaamsbouw terug. In 2024 helpt Thor hen bij het bestrijden van een buitenaards leger op de planeet Indigarr. Daarna leren ze over noodoproepen door de hele melkweg en neemt hij afscheid van hen om te reageren op een noodsignaal van Sif. Bij aankomst waarschuwt een geslagen Sif Thor voor Gorr, een wezen dat het goddodende wapen bezit, het Necrosword, op zoek naar het uitsterven van alle goden en dat zijn volgende doelwit New Asgard is.
Dr. Jane Foster, Thor's ex-vriendin bij wie terminale kanker is vastgesteld, arriveert in New Asgard in de hoop medische behandeling te zoeken. Thor's vernietigde hamer Mjolnir smeedt zich opnieuw en verbindt zich met Foster, waardoor ze haar kracht krijgt nadat Thor hem jaren eerder onbewust had betoverd om haar te beschermen. Thor arriveert in New Asgard, net op het moment dat Gorr de stad begint aan te vallen met schaduwwezens. Hij is verrast om Foster met Mjolnir aan te treffen, maar werkt toch samen met haar, Valkyrie en Korg om tegen Gorr te vechten. De groep dwarsboomt Gorr, maar hij ontsnapt en ontvoert verschillende Asgardiaanse kinderen.
De groep reist naar Omnipotent City om de andere goden te waarschuwen en om hun hulp te vragen. De Olympische god Zeus wil niet helpen en laat Thor gevangen nemen, waardoor de groep gedwongen wordt de mannen van Zeus te bevechten. Zeus verwondt Korg; in woede spietst Thor Zeus met zijn eigen bliksemschicht, die Valkyrie steelt tijdens hun ontsnapping. Ze reizen vervolgens naar het Schaduwrijk om de kinderen te redden. Dit bleek echter een list voor Gorr om Stormbreaker te nemen, die hij van plan is te gebruiken op de Bifrost om bij Eternity binnen te gaan en om de vernietiging van alle goden te vragen. Gorr slaagt erin de groep van Thor te overmeesteren en met succes Stormbreaker te stelen. Gorr gebruikt Stormbreaker om het portaal naar de eeuwigheid te openen. Valkyrie raakt zwaar gewond en Foster beëindigt de strijd die uitgeput is door haar gebruik van Mjolnir, wat haar kanker heeft verergerd. Thor gaat alleen en gebruikt de bliksemschicht van Zeus om de ontvoerde Asgardiaanse kinderen te doordrenken met zijn kracht om naast hem te vechten. Foster arriveert en sluit zich aan bij Thor in de strijd tegen Gorr en vernietigt het Necrosword.
Thor geeft toe dat hij verslagen is en slaagt erin Gorr ervan te overtuigen dat het enige wat hij van Eternity wilde, niet het vernietigen van de goden was, maar het terugkrijgen van zijn dochter. Foster bezwijkt aan haar ziekte en sterft in Thor's armen. Eternity willigt Gorr's verzoek in om Love nieuw leven in te blazen, en hij vraagt Thor om voor hem te zorgen voordat hij sterft. De kinderen keren terug naar New Asgard, waar Valkyrie en Sif hen beginnen te trainen.
Ondertussen blijft Thor, nu weer in het bezit van Mjolnir, in 2025 op avontuur gaan om mensen te helpen, met Love (die hem haar "Oom Thor" noemt), die nu Stormbreaker hanteert, aan zijn zijde.

## Krachten en vaardigheden
Thor is de Noorse god van donder en bliksem. Net als alle Asgardianen is hij niet onsterfelijk, maar hij heeft wel een uitzonderlijk lang leven van enkele millennia. Thor is de sterkste van de Asgardianen en een van de weinigen die zich met de Hulk kan meten. Daarnaast bezit Thor een zekere mate van onkwetsbaarheid, bovenmenselijke snelheid en reflexen.
Afgezien van zijn superkrachten is Thor ook nog eens een meester in de krijgskunst met vele eeuwen aan ervaring. Hij heeft verschillende wapens leren hanteren waaronder de hamer, het zwaard en de knuppel. Thor bezit ook twee voorwerpen die hem in gevechten kunnen helpen: een speciale riem die zijn kracht verdubbelt en zijn mystieke uru hamer Mjolnir.
Recentelijk erfde Thor Odins kracht waardoor hij net zo machtig werd als zijn vader. Ook verkreeg hij de krachten van de Runen waardoor hij Asgard kon bevrijden uit de Ragnarok-cyclus.

## Mjölnir
Thors bekendste wapen is zijn donderhamer Mjolnir.
De hamer, die qua vorm nog het meest lijkt op een moker, is gesmeed uit het fictieve metaal Uru. Mjolnir werd gesmeed door de dwergsmeden Eitri, Brock en Buri in opdracht van Odin, die Mjolnir zelf een tijdje gebruikte, totdat zijn zoon Thor klaar was om Mjolnir over te nemen.

### Eigenschappen
Mjolnir is een ontstellend machtig wapen, dat zelfs Adamantium kan beschadigen; toen Thor de Odin-kracht in zich had, bleek hij ook het als onverwoestbaar beschouwde schild van Captain America te kunnen indeuken (en herstellen). Bij een andere gelegenheid doorboorde de hamer het omhulsel van een Celestial, wat eveneens ongehoord is.
Enkele magische eigenschappen van Mjolnir:
- Als Mjolnir ergens naar wordt gegooid, keert hij na zijn doel te hebben geraakt terug naar degene die hem heeft geworpen.
- Weer- en energie-manipulatie: iemand die Mjolnir hanteert kan wind, regen, donder en bliksem oproepen of in een klap doen verdwijnen. Ook kan Mjolnir andere magische energie manipuleren.
- Door Mjolnir rond te slingeren kan Thor een poort naar een andere plaats openen. Op deze manier reist Thor tussen Asgard en de Aarde heen en weer. Er is vrijwel geen limiet aan de afstand die Thor kan overbruggen via deze poorten. Slechts eenmaal werkte de poort niet: toen Thor probeerde te ontsnappen uit de gevechtswereld van de Beyonder.
- Lange tijd diende Mjolnir ook om Thor te veranderen in zijn alter ego Donald Blake en omgekeerd, waarbij de hamer de vorm aannam van een (wandel-)stok.
- Mjolnir stelt Thor in staat te vliegen wanneer hij de hamer razendsnel rondslingert. Het is niet bekend hoe snel en ver Thor kan vliegen op deze manier.
- Mjolnir kan op een dusdanige manier worden gegooid dat hij Thor in staat stelt door de tijd te reizen. Later verloor Mjolnir deze mogelijkheid echter.

### Hanteren
Mjolnir kan alleen worden gehanteerd door iemand die waardig genoeg is. Een niet waardig persoon kan Mjolnir niet eens optillen (uitgezonderd de Hulk). De "waardigheid" is een maatstaf die Odin in de hamer heeft aangebracht, en zal samenhangen met moed en vaardigheid, maar waarschijnlijk ook met krijgshaftigheid. Wezens die machtiger zijn dan Odin, zoals Galactus en Eternity, zijn hoogstwaarschijnlijk niet aan de spreuk onderworpen.
Een aantal individuen waarvan bekend is dat ze Mjolnir wel kunnen hanteren zijn:
- Odin
- Captain America
- Beta Ray Bill
- Thunderstrike
- Borr (Odins vader)
- Wonder Man
- Red Norvell
- Vision

In het cross-oververhaal DC vs. Marvel uit 1996 was Wonder Woman ook in staat Mjolnir te hanteren. In de cross-over JLA/Avengers kon Superman dit ook, maar enkel omdat Thor Mjolnir zelf aan hem had gegeven. Daarnaast bleek Vision, in de film Avengers: Age of Ultron, omdat hij waardig genoeg bleek te zijn ook de hamer te kunnen hanteren en als zodanig samen met Thor Ultron te kunnen verslaan. Captain America kon de hamer maar net niet optillen in Avengers: Age of Ultron, maar dit lukte hem uiteindelijk wel in Avengers: Endgame.

## Stormbreaker
Naast Mjolnir draagt Thor ook een andere 'hamer': Stormbreaker. Stormbreaker was een konigswapen gemaakt door Eitri de dwerg. Net als Mjolnir is de bijl gemaakt van Uru, het sterkste metaal in de negen rijken. De steel van de hamer is gemaakt van de arm van Groot. Deze bijl had de kracht om de Bifrost te openen. Deze was gebruikt in het gevecht tegen Thanos en ook Gorr. Naast Thor heeft ook Love de hamer gebruikt.
In Marvel Comics was Stormbreaker een wapen gemaakt door Odin voor Beta Ray Bill, wie een paard-achtige alien is die de Mjolnir kan tillen, nadat Beta Ray Bill met Thor had gevochten voor Mjolnir. 

## Overige hulpmiddelen
- Megingjord: Een riem die Thors krachten vergroot. Deze gebruikt hij zelden.
- Thors harnas: Toen Thor vervloekt was door Hela waardoor zijn botten broos waren droeg hij een harnas.
- Toothgrinder & Toothgnasher: Deze bokken trekken een strijdwagen van Thor voort. Meestal gebruikt hij deze in Asgard.

## Ultimate Thor
De Ultimate Marvel versie van Thor verscheen voor het eerst in Ultimates #4. In tegenstelling tot zijn tegenhanger uit de originele strips werd van deze Thor vaak getwijfeld of hij wel echt de legendarische Noorse dondergod was die hij beweerde te zijn.
De Ultimate Thor was eerst een ziekenbroeder genaamd Thorlief Golmen die na een zenuwinzinking begon te beweren de legendarische Thor te zijn. De Noorse overheid had – als lid van het superheldenproject van de EU – besloten hun supersoldaat te modelleren naar de dondergod Thor. Ze gaven hem een speciale gordel die de drager enorme kracht, onkwetsbaarheid (ook voor psychische aanvallen) en het vermogen tot vliegen verleende. Verder ontwierpen ze een soort superbatterij in de vorm van de hamer Mjolnir. Deze batterij kon de omgeving ioniseren en zo het weer beïnvloeden, en stelde de gebruiker in staat te teleporteren.
Thorlief Golmen stal de uitrusting echter uit misplaatst idealisme, en deed zich voor als Thor in de hoop een soort "zachte revolutie" te veroorzaken.
Dat was althans het verhaal wat Thors broer Loki, in de gedaante van Gunnar Golmen, Thors bondgenoten wijs wist te maken. Dat Thor echter de hele tijd de waarheid had gesproken werd duidelijk toen Asgardiaanse strijders in Washington een veldslag leverden met ijsreuzen, trollen en vuurdemonen. Loki merkte bij deze gelegenheid fijntjes op dat Noorwegen niet eens lid is van de EU. Thor versloeg zijn broer en verbande hem van de Aarde; zijn ware aard wordt nu door niemand meer in twijfel getrokken.

## In andere media

### Marvel Cinematic Universe
Sinds 2011 verscheen dit personage in het Marvel Cinematic Universe en wordt vertolkt door Chris Hemsworth. Thor Odinson start in de verhaallijn als de kroonprins van Asgard, wordt later een van de eerste Avengers en is de god van de donder. Toen zijn onverantwoordelijke gedrag een conflict veroorzaakte tussen Asgard en Jotunheim, werd Thor het recht ontzegd om koning te worden, ontdaan van zijn macht en verbannen door zijn vader Odin naar de aarde. Terwijl hij op aarde wleefde, leerde Thor nederigheid, werd hij verliefd op Jane Foster en hielp hij zijn nieuwe vrienden te redden van een destructieve bedreiging die werd veroorzaakt door zijn adoptieve broer Loki. Hij offerde zijn eigen leven op om de onschuldige stervelingen te redden. Vanwege zijn onzelfzuchtige daad van opoffering, verloste Thor zichzelf in de ogen van zijn vader en kreeg opnieuw zijn macht, die hij vervolgens gebruikte om Loki's plannen te vernietigen.
Nadat hij op Asgard als held was verwelkomd, werd Thor gedwongen terug te keren naar de Aarde om Loki terug te halen, nadat hij zijn val van de Bifröstbrug had overleefd en begon aan een poging tot wereldheerschappij, nadat hij de Tesseract in bezit had genomen. Thor trad toe tot de Avengers onder leiding van S.H.I.E.L.D. en ging met hen mee om de plannen van zijn eigen geadopteerde broer te staken. De Avengers streden tegen Loki's leger van de Chitauri tijdens de Slag om New York totdat Loki uiteindelijk werd verslagen door de Avengers. Loki werd gevangen genomen en teruggestuurd naar Asgard om te wachten op gerechtigheid voor zijn misdaden tegen de aarde.
Thor keerde terug naar Asgard nadat hij de plannen van zijn broer had verijdeld. Daarna hielp hij het Asgardiaanse leger met de vrede te herstellen over alle Negende Werelden tijdens de "Marauders oorlog". De vrede bleek echter van korte duur te zijn, toen Thor de Duistere Elven bevocht tijdens het Tweede Duistere Elfenconflict omdat ze hadden geprobeerd de Negende Werelden te transformeren in eeuwige duisternis. Tijdens deze evenementen werd Thor herenigd met Jane Foster, die een gastvrouw was geworden voor de Aether en een doelwit van de Duistere Elven, waarbij Thor werd gedwongen Loki te bevrijden uit de gevangenis voor zijn hulp. Uiteindelijk werd de Aether verwijderd uit het lichaam van Foster en heeft Loki zijn leven opgeofferd voor Thor aan Kurse, zodat de Duistere Elven en Malekith allemaal verslagen werden. Thor deed afstand van zijn aanspraak op de troon en verliet Asgard voor de aarde, zodat hij bij Foster op Aarde kon blijven.
Tijdens zijn verblijf op aarde hielp Thor de Avengers opnieuw, deze keer in hun pogingen om Loki's Scepter te lokaliseren, wat ertoe leidde dat hij zich aansloot bij de strijd tegen HYDRA. Na de nederlaag van HYDRA en de gevangenneming van Baron Wolfgang von Strucker moest het team Ultron stoppen, een bedrieglijke uitvinding onbedoeld gecreëerd door Tony Stark, die dreigde om de hele mensheid uit te roeien en te vervangen door zijn eigen Ultron-leger. Nadat Ultron was verslagen, beloofde Thor aan zijn Avengers-bondgenoten dat hij zou terugkeren en ging terug naar Asgard om de visioenen te onderzoeken die hij zag toen hij werd gemanipuleerd door Scarlet Witch, wat hem de Oneindigheidsstenen liet zien. Tijdens zijn onderzoek besefte Thor dat Loki nog leefde en de troon van Odin tijdens de afwezigheid van Thor had overgenomen. Thor ging kort daarna uit elkaar met Jane Foster.
Om hulp te zoeken bij het vinden van zijn vader en om vrede terug te brengen naar Asgard, zocht Thor hulp bij Doctor Strange. Thor was echter net te laat om zijn eigen vader te redden van de dood en na getuige te zijn geweest van de dood van Odin, ontmoette Thor Hela, de godin van de dood en zijn zuster. In de nasleep van zijn eerste ontmoeting met Hela, werd Thors hamer Mjølnir vernietigd en werd hij verbannen naar Sakaar, waar hij gedwongen werd om deel te nemen aan een gladiatorengevecht. Na een reünie en het daaropvolgende gevecht met Hulk sloot het paar zich aan bij Valkyrie om Asgard te redden. Na het gevecht met Hela en het verlies van een van Thors ogen, liet Loki, op Thors verzoek, Ragnarok los en vernietigde zo Asgard. Hela kwam hierbij om het leven. Thor ontsnapte met de overgebleven Asgardianen. Omdat hij verklaarde dat Asgard een volk was en geen plek, accepteerde Thor zijn nieuwe positie als koning en besluit hij de Asgardianen naar de aarde te verhuizen.
Toen Thor en zijn volk onderweg waren naar de aarde, werd hun schip aangevallen door Thanos en de Black Order, die op zoek waren naar het Tesseract. Loki had de Tesseract echter op het laatste moment uit Asgards kluis genomen. Thor was getuige van Thanos die de Space Stone uit de Tesseract haalde en Thanos die zijn broer en volk vermoordde (alleen Hulk werd door Heimdall naar de aarde gestuurd) voordat hij van het schip in de diepe ruimte werd gesmeten. Hij werd opgepikt door de Guardians of the Galaxy en ging samenwerken met de leden Rocket Raccoon en Groot om naar Nidavellir te reizen. Hij kreeg ook een nieuw mechanisch oog, wat hem in staat stelde om opnieuw te zien. Met de hulp van de dwergensmid en koning Eitri, maakt Thor een nieuw wapen, genaamd Stormbreaker en confronteerde daarnaThanos op Aarde terwijl hij Wakanda aanviel. Ondanks de dappere inspanningen konden Thor, de Guardians en de Avengers Thanos niet stoppen en kon Thanos alle Oneindigheidsstenen winnen en daarme de helft van de universum doden. Thor was een van de overlevenden hiervan. Vijf jaar later gaat Thor met de overgebleven Avengers terug in de tijd om de Oneindigheidsstenen voor Thanos te bemachtigen om hiermee zijn daden ongedaan te maken, dit lukt hen. Hierna sluit Thor zich aan bij de Guardians of the Galaxy.
Thor is onder andere te zien in de volgende films en serie:
- Thor (2011)
- The Avengers (2012)
- Thor: The Dark World (2013)
- Avengers: Age of Ultron (2015)
- Doctor Strange (2016) (post-credit scene)
- Marvel One-Shot: Thor (2016)
- Thor: Ragnarok (2017)
- Avengers: Infinity War (2018)
- Avengers: Endgame (2019)
- What If...? (2021-2024) (stem) (Disney+)
- Thor: Love and Thunder (2022)

### Televisie
- Thors eerste tv-optreden was in een aflevering van de animatieserie Marvel Super Heroes in 1966. In deze aflevering deed Chris Wiggins de stem van Thor. Thor verscheen ook in een aflevering van de animatieserie Spider-Man and His Amazing Friends. Verder had hij gastoptredens in animatieseries van de X-men en de Fantastic Four.
- Thor is een vast personage in de serie The Super Hero Squad Show
- Thor speelt een rol in de animatieserie The Avengers: Earth's Mightiest Heroes. De Nederlandse stem hierin was Marcel Jonker.
- Thor speelt een rol in de animatieseries Ultimate Spider-Man, Avengers Assemble, Hulk and the Agents of S.M.A.S.H. en Guardians of the Galaxy. De Nederlandse stem van Thor hierin is Roberto de Groot.

### Film
- Thors eerste live-action tv optreden was in de tv-film The Incredible Hulk Returns. Thor werd in deze film gespeeld door acteur Erik Kramer en zijn alter ego Donald Blake door Steve Levitt.
- De Ultimate Marvel versie van Thor verscheen in de animatiefilms Ultimate Avengers en Ultimate Avengers 2.
- Thor speelt mee in de animatiefilm Hulk Vs.
- Thor: Tales of Asgard, een direct-naar-video animatiefilm uit 2011.

### Computerspelen
Sinds 2014 is er een verzamelfiguur van het personage Thor voor het computerspel Disney Infinity. Zodra deze figuur op een speciale plaats wordt gezet, verschijnt het personage online in het spel. De Nederlandse stem wordt hierbij ingesproken door Roberto de Groot.

### Strips
In Nederland is Thor de titelheld van de volgende strips:
- Hip Comics nr. 19120, 19131, 19147, 19169 (Uitgeverij Classics Nederland, 1969–1971)
- Thor Classics nr. 5-16 (Uitgeverij Classics Nederland, 1971–1973, nummering telt door vanaf de Hip Comics)
- De machtige Thor nr. 1-3 (Uitgeverij Williams Nederland, 1975–1976, albums)